# Мартін Ренні (футбольний тренер)
Мартін Ренні (англ. Martin Rennie, нар. 22 травня 1975, Терсо) — шотландський футбольний тренер, який працює асистентом головного тренера ірландського жіночого футбольного клубу «Нотр Дам Файтінг».

## Ранні роки життя
Мартін Ренні народився 22 травня 1975 року в Терсо в Шотландії, у сім'ї Фіони та Кліффа Ренні. Перші 10 років свого життя він провів у Беттіхіллі, де його батько був служителем Церкви Шотландії. У 1985 році батько Ренні був направлений до парафіяльної церкви в Ларберті, і сім'я переїхала туди. Ренні навчався в школі Ледесайд Праймері і Ларбертській вищій школі, на вихідних він дивився ігри клубу «Фолкерк», а пізніше подавав м'ячі на іграх команди.
Ренні продовжив навчання в Каледонському університеті Глазго, де вивчав бізнес. В останній рік навчання він мав намір грати за «Шарлотт Іглз», але отримав травму хрестоподібної зв'язки правого коліна. Повернувшись до Шотландії, Ренні продовжив грати за команди Шотландської юніорської футбольної асоціації «Дюніпейс» і «Бонесс Юнайтед», та одночасно працював у відділі продажів і маркетингу компанії «Blackbaud». За гроші, зароблені від продажів і маркетингової роботи, Ренні зміг особисто оплатити витрати на навчання тренерській діяльності від Шотландської футбольної асоціації. Ренні швидко піднявся на рівнях тренерської підготовки, й отримав ліцензію УЄФА «А», та у 26 років став асистентом головного тренера клубу «Росайт».
У 2003 році благодійна організація «Ambassadors Football» запросила Ренні взяти участь в ігровому турі по Африці, під час якого відвідувались Мозамбік, Судан і ПАР. У турі взяли участь гравці американських команд «Шарлотт Іглз», «Каскад Сердж» і «Міннесота Тандер», гравці збірної ПАР, збірної Нігерії та кілька гравців із Великої Британії. Під час поїздки Ренні запропонували очолювати клуб «Каскад Сердж».

## Тренерська кар'єра

### Каскад Сердж
У 2005 році Ренні став головним тренером клубу «Каскад Сердж» з Орегону. Під його керівництвом команда Прем'єр-ліги розвитку досягла найкращого рівня виступів за весь час свого існування між 1995 і 2009 роками. У свій єдиний сезон під керівництвом Ренні команда виграла західний дивізіон ліги, фінал чемпіонату Західного узбережжя, пройшла кваліфікацію Відкритого кубка США, та отримала нагороду за чесну гру. З 16 ігор «Каскад Сердж» виграла 12, та 2 звела внічию. Після цього успіху Ренні довелося повернутися до своєї роботи у «Blackbaud», і вирішив продовжити співробітництво з мережею учбових закладів AIS. У 2006 році Ренні прийняв запрошення стати директором AIS, а також головним тренером команди другої ліги USL «Клівленд Сіті Старз», і молодіжної команди «Амбассадорз» (обидві підпорядковувались AIS).

### Клівленд Сіті Старз
У першому клубному сезоні «Клівленд Сіті Старз» програли лише одну гру регулярного сезону. Ренні виграв нагороду «Тренер року» в сезоні, коли команда пропустила рекордно низьку кількість за всю історію USL — 13 голів. Команда завершила свій перший сезон, посівши друге місце у другому дивізіоні USL.
«Клівленд Сіті Старз» виграв чемпіонат USL 2008 року, здобувши перемогу над «Шарлотт Іглз» з рахунком 2–1 з аншлагом на стадіоні «Кренцлер» у Клівленді, та в прямому ефірі перед телевізійною аудиторією по всій території США. Знову робота Ренні отримала визнання, і він отримав нагороду тренера року. Деякі з кращих молодих гравців, яких Ренні залучав і тренував у 2007 році, були переведені в професійні команди вищого рівня до початку сезону 2008 року. У кінці сезону 2008 року деякі з найталановитіших гравців знову перейшли до команд MLS і європейських команд.

### Кароліна Рейлгоукс
Ренні став головним тренером команди «Кароліна Рейлгоукс» з USL 1. Він прийшов у команду, яка лише один раз потрапила в плей-офф за всю історію ліги, і ніколи не займала вище 8 місця в регулярному чемпіонаті. Ренні залишив лише 3 гравців із попереднього складу «Рейлгоукс». Потім він повністю змінив командну культуру та середовище, запровадивши психологічні, тактичні та фізичні концепції, які ніколи раніше не реалізовувалися на такому рівні. У 2009 році команда втратила титул чемпіона регулярного сезону, відставши лише на 2 очки від «Портленда», який мав один із найкращих показників регулярного сезону за 25-річну історію USL. Ренні став фіналістом премії «Тренер року», а його команда була відзначена за перелом, який відбувся лише за один сезон.
У 2010 році «Рейлгоукс» зарекомендували себе як, імовірно, головну команду футболу в США за межами MLS. Команда виграла титул в NASL, і продовжила свій успіх у післясезоні, дійшовши до фіналу чемпіонату, хоча до цього вона була командою, яка раніше ніколи не забила гол у плей-оф. Четвертий рік поспіль Ренні був визнаний фіналістом нагороди «Тренер року», чого ніколи раніше не було на такому рівні професійного футболу. «Кароліна Рейлгоукс» також побила рекорди франшизи за один сезон, пропустивши лише 14 голів і забивши 54. Ренні пояснював свій тренерський успіх значною мірою лідерським і психологічним урокам, які він отримав під час своєї кар'єри в бізнесі, а також підтримці, яку він мав від помічників тренера Браяна Ірвайна та Пола Річі, колишніх гравців національної збірної Шотландії з футболу.

### Ванкувер Вайткепс
9 серпня 2011 року Ренні було оголошено новим тренером клубу «Ванкувер Вайткепс», однак він прийшов на цю посаду лише після завершення сезону, 2 листопада 2011 року. Наприкінці сезону 2011 Ренні оновив склад команди, представивши досвідчених гравців із шотландської та англійської систем футбольних ліг — Кенні Міллера, Баррі Робсона та Енді О'Браєна — а потім у своєму першому сезоні на чолі «Вайткепс» вивів команду до плей-оф. Ренні став першим тренером, який вивів канадську команду MLS до другого етапу сезону після регулярного чемпіонату.
У сезоні 2013 року Ренні продовжив оновлювати склад команди, зменшивши її середній вік, та залучив до складу «Вайткепс» молодих гравців, зокрема Кекуту Манне, а також гравця з досвідом англійської Прем'єр-ліги та молодіжної збірної Англії Найджела Рео-Кокера. «Вайткепс» стали відомі в MLS своїм атакуючим і розважальним стилем. 29 жовтня 2013 року, оскільки команді не вистачило 3 очки до плей-офф, Ренні було звільнено з посади головного тренера «Ванкувер Вайткепс» після найуспішнішого сезону команди в MLS, коли вона набрали 48 очок, що на 5 більше, ніж у попередньому сезоні. «Вайткепс» також виграли Кубок Каскадії 2013 року, і вперше у своїй історії виграли більше ігор, ніж програли. Президент клубу Боб Ленардуцці назвав причино звільнення тренера непослідовну гру та тактику, а також невдачу в чемпіонаті Канади.

### Сеул І-Ленд
17 липня 2014 року Мартіна Ренні призначили головним тренером новоствореної південнокорейської команди «Сеул І-Ленд», яка мала грати в K-Лізі Челендж з сезону 2015 року. 11 вересня 2014 року він офіційно приступив до своїх обов'язків у клубі. Працюючи в основному з молодими корейськими гравцями, Ренні дав можливість 18 гравцям дебютувати у професійному, і вивів команду до плей-оф у першому її сезоні. Ренні припинив співпрацю з сеульським клубом 15 червня 2016 року.

### Інді Ілевен
16 січня 2018 року американський клуб «Інді Ілевен» повідомив про призначення Ренні головним тренером напередодні свого першого сезону в USL. 16 червня 2021 року «Інді Ілевен» і Мартін Ренні припинили співпрацю за взаємною угодою.

### Фолкірк
10 грудня 2021 року Ренні повернувся на батьківщину, і його призначили новим головним тренером команди шотландської першої ліги «Фолкерк». Тренер залишив «Фолкерк» у квітні 2022 року.